# Cambra d'eco (mitjans)
La cambra d'eco és el fenomen produït en els mitjans de comunicació i, més recentment, en les xarxes socials, consistent en un sistema tancat en el qual les creences són amplificades i reforçades a través de l'adquisició d'informació de manera esbiaixada. Aquesta situació és suscitada per l'anomenat filtre bombolla, el resultat de l'efecte dels algoritmes a Internet, que seleccionen el contingut que és més favorable a l'usuari. Com és el cas, per exemple, dels resultats de la cerca personalitzada de Google o el fil de notícies personalitzades de Facebook. Una de les principals conseqüències d'aquest fet és el foment de polarització i extremisme polítics i socials.

## Concepte
El terme fa referència, metafòricament, a la cambra d'eco acústica, una caixa de ressonància on els sons es reverberen, és a dir, on només se sent la pròpia veu retopar en les parets. Així mateix succeeix en els mitjans i les xarxes, on els usuaris únicament visualitzen o llegeixen el contingut que referma les seves pròpies ideologies i creences, aïllats d'una informació de caràcter general o d'opinions contràries a les seves.
Així doncs, a l'actualitat, una mateixa pàgina de notícies pot oferir a cada individu contingut personalitzat, fent que cadascú es tanqui a la seva cambra d'eco.

## Causes

### Homofília
La tendència per naturalesa humana és «relacionar-nos amb els que són semblants a nosaltres», així ho afirma Liliana Arroyo, doctora en sociologia i docent de la UB. De la mateixa manera, el diàleg entre persones de posicions oposades costa: «És més agradable parlar del que penses i sents amb gent que no t’està jutjant des de l'altra banda». Els estudis en sociologia i política ho confirmen, constatant que la gent que pensa i viu de manera diferent evita relacionar-se.
Aquesta idea d'homofília, és a dir, de relacionar-se amb les persones semblants quant a creences, classe social, edat, etc. es trasllada a Internet de la mateixa manera, sumant-s'hi l'efecte dels algoritmes.

### Filtre bombolla
L'activista nord-americà Eli Pariser va encunyar el terme 'filtre bombolla', "un propi univers d'informació per cadascú de nosaltres". Ho defineix en el seu llibre The Filter Bubble: What the Internet Is Hiding from You com un «ecosistema personal de informació proveït per algoritmes». La tasca dels algoritmes és fer una selecció personalitzada de la informació que rep cada individu a través de prediccions basades en dades de l'usuari i la seva interacció a la xarxa (historial de cerques, gustos, clics, etc.). Fent una anàlisi del comportament dels navegants a Internet, aconsegueixen crear-los una bombolla adaptada perquè es trobin còmodes i la seva activitat online es perllongui.
Aquesta nova era d'Internet, tal com explica Pariser, s'inicia l'any 2009, quan Google i, conseqüentment, altres grans empreses digitals com Facebook, Netflix o Amazon, comencen a adaptar cada vegada amb més precisió els continguts oferts en funció de les preferències de cada usuari. David Murillo, professor del departament de Ciències Socials d'Esade, parla d'un nou model de negoci basat en «l'addicció a l'ús»: «es tracta de maximitzar la teva estona d'ús de manera que ells puguin, a través de la publicitat, rendibilitzar la teva atenció».
Eli Pariser demostra que un mateix terme introduït per dues persones diferents en un cercador genera diferents resultats per a una i per l'altra. Això és perquè els gustos, coneixements i ideologia d'aquestes són diferents, i els resultats que reben s'ajusten als principis de cadascuna. Els mecanismes de filtres fan que sigui més fàcil per les persones rebre tan sols notícies d'aquells temes que els interessen i punts de vista amb què s'identifiquen. D'aquesta manera, però, cada individu rep una visió del món particular, una pseudorealitat prèviament seleccionada i acomodada a cadascun d'ells, que encaixa amb les pròpies idees preconcebudes. La cancellera Angela Merkel ho sentenciava en una conferència al 2016: «Els cercadors d'internet tenen un efecte distorsionador sobre la percepció», i l'autor de Comunicació, xarxes i algoritmes, Martí Petit, ho complementa afegint que la inconsciència d'aquest procés per part dels usuaris porta a que es creguin que aquella és la vertadera realitat i que les seves cerques són objectives i universals, quan no és el cas, realment.
Per tant, aquests veredictes posen en dubte l'eficàcia dels mitjans digitals i les xarxes com a recursos per adquirir amplis coneixements i punts de vista diversos. Marc Argemí, director de l'empresa de comunicació Sibilare, en descriu la paradoxa, evocant a les xarxes que sovint sembla que obren els navegants al món, però que alhora els reclou en allò ja conegut.
D'altra banda, la investigadora en comunicació política Sílvia Majó defensa la parcialitat i l'estratègia comunicativa dels mitjans digitals en una hipòtesi oposada, parlant d'una «multiplicació de canals d'informació», en lloc de la consideració de les idees predominants de la cambra d'eco i les bombolles informatives. Aquesta visió, però, recorda que, malgrat tot, la xarxa amplia el ventall d'informació i la diversitat de fonts que els individus tenen a l'abast i que són els mateixos usuaris, en part, responsables de quedar aïllats en les cambres o bombolles.

### Biaix de confirmació o exposició selectiva
És l'altre fenomen que justifica les cambres d'eco. Es tracta d'un procés cognitiu que indica que les persones tendeixen a buscar i acceptar els missatges que concorden amb les seves pròpies creences, actituds i preconcepcions, i al contrari, eviten i menyspreen els missatges que les contradiuen. El filòsof i polític anglès Francis Bacon en sostreia la seva pròpia definició en ple segle XVII: «és un error peculiar i constant en l'enteniment humà estar més inclinat per afirmacions, que defensen les teves creences, que per negacions que s'oposen a aquestes». Afegia també que «una vegada s'ha adoptat una opinió sobre quelcom, la ment de l'ésser humà recull qualsevol cas que la confirmi, i rebutja o ignora la demostració de casos contraris, ja siguin més nombrosos i de més pes, per tal que el seu judici resti inalterat».
Tornant a les xarxes, un estudi del Pew Research Center publicat el 2016 concloïa que la majoria d'enquestats (un 65%) no trobaven interessants les interaccions amb gent de creences polítiques diferents. Per al 59% d'aquests els desacords sobre política resultaven frustrants. «Els algoritmes de les xarxes intenten evitar aquest patiment als seus usuaris», afirma Nereida Carillo, doctora en comunicació i periodisme per la UAB.
Cass R. Sunstein, professor de dret a Harvard, adverteix dels efectes negatius del biaix de confirmació, dictant que el fenomen afecta significativament en la difusió de contingut a la xarxa, doncs es creen ‘cascades' informatives entre comunitats, en les quals la suma de contingut favorable distribuït de manera col·lectiva acaba fomentant la polarització social i, fins i tot, justificant la difusió de notícies falses.

## Efectes directes

### Fake news
Un estudi realitzat per Reuters Institute for the Study of Journalism afirma que quatre de cada deu cibernautes espanyols utilitzen les xarxes socials com a vies principals d'accés al consum d'informació. Als Estats Units un 44% de la població utilitza Facebook com a única font de notícies. Aquestes dades prenen tot el sentit si es té en compte que actualment els continguts i notícies dels mitjans de comunicació són distribuïts directament a les xarxes socials. D'aquesta manera, els mitjans aconsegueixen més visites i els ciutadans no han d'anar expressament a les pàgines web dels mitjans per rebre informació del que succeeix al món. Així ho transmet la periodista Georgina Ferri en el seu article al diari Ara.
El problema que comporta aquesta manera de nodrir-se de notícies és que «el que rebem és molt menys del que s'està informant a nivell global», manifesta María Jesús Martínez-Conde. I el que és més greu, assegura el periodista José Antonio González Alba: «Les notícies dels mitjans ens arriben al nostre compte de Facebook i de Twitter barrejades amb múltiples impactes, opinions, entreteniment, comentaris dels nostres amics i directament amb perfils i enllaços informatius falsos».
L'any 2016 els científics socials Walter Quattrociocchi, Antonio Scala i Cass R. Sunstein desenvolupaven un estudi sobre aquests efectes negatius de les cambres d'eco: Echo Chambers on Facebook. En aquest estudien la tendència dels usuaris a promoure els discursos que els eren favorables, l'efecte del biaix de confirmació, i el consegüent impuls de polarització grupal i extremisme social i polític. Pel que fa a la propagació de fake news o notícies falses, van observar que els usuaris polaritzats de Facebook donaven retroacció a declaracions intencionadament falses (amb un m’agrada o un comentari) quan el contingut d'aquestes els era favorable o reforçava la pròpia ideologia. Fins i tot quan les notícies eren deliberadament falses i escrites amb una intenció satírica els usuaris polaritzats en treien profit fent-ne difusió entre les seves “comunitats” online, ja que en contrast amb l'entorn dins la comunitat la notícia semblava verídica. Els tres autors de l'estudi fan èmfasi, doncs, en el paper fonamental que juga el biaix de confirmació en la selecció de contingut, en fins a quin punt pot no tenir importància la credibilitat o la objectivitat de la informació quan es vol tenir raó.
Per la seva banda, Ferran Lalueza, professor de comunicació i social media de la UOC, recapitula la qüestió d'aquesta manera: «Sempre han circulat notícies falses, el problema és que ara es difonen a una gran velocitat i arriben a milions de persones en un instant. La bombolla de filtre és corresponsable d'aquest fenomen perquè permet que les fake news s'adrecin específicament a aquelles persones que, amb un altíssim nivell de probabilitat, contribuiran a divulgar-les perquè hi sintonitzen, de manera que, per a elles, la veracitat o no d'aquestes informacions deixa de ser un factor important».

### Polarització
És un dels efectes principals de les cambres d'eco, perquè el constant reforçament de les pròpies creences acaba portant sovint als usuaris a rebutjar qualsevol opinió diferent. En l'estudi de Quattrociocchi, Scala i Sunstein és un tema abundant: en les seves anàlisis, els usuaris de diferents ideologies o comunitats tendien a no interactuar, i quan sí es produïa contacte entre ells, les emocions i la crispació fruit de les discussions comportaven un marcat extremisme en les seves creences i, un cop més, «la pròpia visió era reforçada i polaritzada». A més, les converses sobre política a les xarxes tendeixen a ser menys respectuoses que en altres entorns, tal com apunta l'estudi del Pew Research Center.
Per tant, la polarització comporta la formació de comunitats i l'estranya interacció entre aquestes, que quan es produeix és en forma de ‘troleig’, és a dir, de provocació. Tal com atesta Cass Sunstein, «un món amb grups molt diferents de gent, vivint en xarxes informatives completament diferents i creant bombolles cada vegada més aïllades cultural i ideològicament».

### Cultura
Les cambres d'eco i el filtre bombolla no només tenen efecte en les ideologies polítiques, també transigeixen a altres àmbits de la vida humana, com la cultura. Com s'ha dit al principi, la informació sobre els usuaris és acuradament recopilada i emmagatzemada. Martí Petit parla del rastre que generen actes que abans eren anònims, com anar al teatre o llegir un llibre i de la posterior gestió que en fan els algoritmes: «El que fan és fer propostes a partir del nostre consum previ, de manera que, per primer cop, la cultura està molt influïda per la nostra petjada digital. I aquesta influència l'exerceixen uns algoritmes que tenen una influència en les nostres vides de la qual no som prou conscients».
Gràcies a la recent tecnologia de l'emmagatzematge i gestió de dades Big Data les plataformes digitals saben el qual els navegants fan, compren i visiten, i si són capaços de seleccionar la informació que els és de més interès, també ho són per a predir els seus gustos en quant a cultura. Ara bé, com apunta Marc Argemí, la xarxa no imposa què consumir de manera directa, sinó que orienta la presa de decisió: «Traslladen al consum d'informació una cosa que el màrqueting i la publicitat ja han fet en altres sectors des de fa dècades».

## Conseqüències polítiques

### Diàleg i democràcia
Els continguts i serveis personalitzats poden limitar la varietat de continguts multimèdia a què estan exposades les persones i, per tant, poden tenir un efecte advers sobre el discurs democràtic. Si s'ha vist que les comunitats a les xarxes no acostumen a interactuar, es pot deduir que les cambres d'eco podrien fer trontollar l'estabilitat democràtica, doncs el diàleg global n'és el principal fonament. La majoria d'experts asseguren que les xarxes socials no fomenten la conversa i el diàleg, la principal evidència: «hi ha pocs espais d'interacció a les xarxes socials», afirma Camilo Cristancho, doctor en Ciències Polítiques per la UAB. Liliana Arroyo aporta un altre argument, tractat anteriorment, acusant els cibernautes: «En realitat, a les xarxes, no busquem diàleg. Busquem l'impacte, la pertinença a un grup i l'aprovació de la comunitat». D'altra banda, Ana Sofía Cardenal, professora de ciència política a la UOC difereix de la majoria d'especialistes i defensa l'estratègia de les xarxes, dictant que són una eina molt vàlida per a confrontar visions, si se’n fa un bon ús, i assenyalant, també, que el diàleg entre posicions contraposades es dona, malgrat que sigui poc freqüent.
Entrant en la definició de democràcia i la pròpia legitimació, els experts que consulta Nereida Carrillo coincideixen que cal una opinió pública ben informada que decideix el sentit del seu vot amb coneixement de causa, al que Ferran Lalueza avala: «Si l'opinió pública no només no està ben informada, sinó que de fet està sent sistemàticament desinformada, tot el sistema democràtic trontolla». Per la seva part, Javier Sampedro, científic i periodista espanyol, és contundent: «Si t’informes pels teus seguidors i seguits a Twitter, els teus m’agrada a Facebook i la teva selecció d'amics a Google+, el més probable és que no t’assabentis de què va el tema. Això no és que devaluï el debat polític. És que l'elimina des de l'arrel». Ho sustenta Camilo Cristancho, inculpant també als cercadors que, optimitzant els resultats segons els propis gustos, «aïllen de les coses diferents, que contenen posicions polítiques contràries que són necessàries per al debat polític».
Cal, a més a més, recordar la quantitat d'informació falsa que circula per la Xarxa. El catedràtic en filosofia social i política Daniel Innerarity en fa esment establint que, per començar, no és possible una vertadera discussió democràtica si les referències dels fets són falses.
Així, les cambres d'eco tenen un efecte negatiu per la democràcia. «No es genera una societat que debat, sinó múltiples grups aïllats que són incapaços d'arribar a acords, que veuen el consens com una cosa dolenta, perquè no volen dialogar amb algú que consideren inferior», afirma Cristancho. Cass Sunstein emfatitza en la necessitat d'una democràcia deliberativa, és a dir, en la importància que les persones de diferents creences i ideologia enraonin i debatin per a una millor presa de decisions. D'aquesta manera es posarien en joc diversos punts de vista, amb la possibilitat o no d'arribar a un acord, però amb la mentalitat oberta i predisposada de tenir en compte persones que pensen diferent. Pel contrari, les opinions fermes poden ser «perilloses pel funcionament i l'estabilitat de l'ordre democràtic».

### Influència en el comportament electoral a Catalunya
Mencionat anteriorment, el primer efecte de les cambres d'eco en el comportament electoral és el risc d'una opinió pública no informada o desinformada, pel que la decisió d'un vot no seria amb coneixement de causa. No obstant, aquest fenomen afecta de diverses maneres en els processos d'elecció en la política.
Pel que fa a les repercussions positives, Òscar Coromina, professor a la Facultat de Ciències de la Comunicació de la UAB, afirma que Twitter promou la participació ciutadana, «si bé potser no en els termes de discussió i debat que voldríem». Un experiment de la revista Nature recolza aquesta afirmació, demostrant com interaccions a Facebook van moure una gran suma de ciutadans a votar, durant les eleccions al Congrés dels EUA, el 2010. A diferència del que pensen molts experts, les xarxes també poden ajudar en moltes ocasions a prendre consciència i informar-se. Ana Sofía Cardenal en posa un exemple: «Aquells votants tradicionals de partits grans, un cop s'exposen a la informació electoral a través d'internet, tenen més probabilitat d'abstenir-se o de votar als partits més petits».
Quant a efectes negatius, però, destaquen les recents tècniques de manipulació de l'opinió pública, a partir d'eines socials que ofereix internet. Aquestes ja van ser posades en pràctica en la campanya de Donald Trump durant les eleccions dels EUA el 2016. A Catalunya, però, tot i que les xarxes socials també estan esdevenint un element clau en política, «no sembla que els bots i les fakenews siguin tan determinants», afirmava Edgar Rovira, fent referència a les eleccions del 21D, el 2017. Sí que poden, però, desencadenar veritables moments de tensió política amb tan sols la publicació d'«un tuit contundent responent a la persona adequada en el moment convenient», com assegura el redactor de política Xavier Puig i Sedano, afegint que els partits van a «la recerca de la cacera de vot per internet», vist en les constants publicacions i interaccions en els seus preparats perfils de xarxes.
Una altra derivació negativa de les xarxes és l'erradicació dels posicionaments moderats o amb matisos, a causa de l'extensa polarització. Jordi Basté garanteix que no és una bona època per a postures ambigües: «Vivim una etapa d'extremismes i els matisos queden ofegats per les veritats absolutes. O és blanc o és negre. Amb mi o contra mi, no puc estar amb tu amb matisos». Martí Petit, per la seva banda, atesta que la polarització es dona en totes les democràcies occidentals en crisi. Afirma, també, que els rumors sense fonament han estat sempre una estratègia bàsica del poder i que la viralització ja es produïa en la Primera Guerra Mundial, com explicava Stefan Zweig. Conclou: « Si l'estabilitat social està amenaçada no és perquè hi ha viralitzacions: és pel descontentament».
Un exemple clar de les cambres d'eco en la situació política catalana és en la consulta del 9N, el 2014. Òscar Coromina va analitzar la mediació a Twitter abans, durant i després del procés participatiu. En les conclusions de la seva tesi recau en un assumpte ja tractat: el foment del debat. Coromina sentencia que el debat entre posicions oposades no es va produir, sinó que les interaccions a la xarxa eren únicament entre aquells qui estaven a favor de la consulta i, majoritàriament, a favor de la independència. «Ha sigut una cambra d'eco. Només parlaven els quals estaven a favor i servia per motivar-se ells mateixos i per aspectes organitzatius». Concloïa que el 9N a Twitter «no va ser gaire diferent del que va ser el 9N en la realitat».